# Michael Gaston
Pour les articles homonymes, voir Gaston.
Michael Gaston est un acteur américain, né le 5 novembre 1962 à Walnut Creek (Californie).
Il a joué l'agent Quinn dans la série Prison Break, Gray Anderson dans la série Jericho, Sanford Harris dans la série Fringe, le directeur du CBI Gale Bertram dans la série Mentalist et interprète entre 2015 et 2018, Mark Sampson dans la série Le Maître du Haut Château.
Michael Gaston est apparu dans plus de 25 films, dont La Rançon, 13 jours, La Chasse aux sorcières, Double Jeu, Crimes et Pouvoir, Inception, Mensonges d'état, et l'inspecteur Frank Bugatti dans le film L'Élue. L’acteur a également eu des rôles dans de nombreuses séries télévisées, notamment Les Soprano, À la Maison-Blanche, Homicide, New York, police judiciaire, Fringe, The Practice et 24 heures Chrono.
Michael Gaston est marié et père de 2 enfants.

## Filmographie

### Cinéma
- 1993 : Garçon d'honneur (Xi yan) d'Ang Lee : l'officier d'état-civil
- 1995 : Hackers de Iain Softley : l'agent Bob
- 1996 : La Rançon (Ransom) de Ron Howard : l'agent Jack Sickler
- 1996 : La Chasse aux sorcières (The Crucible) de Nicholas Hytner : le marshal Herrick
- 1999 : Double jeu (Double Jeopardy) de Bruce Beresford : l'agent Cutter
- 2000 : L'Élue (Bless the Child) de Chuck Russell : l'inspecteur Frank Bugatti
- 2000 : Treize jours : Capitaine de l'USS Pierce
- 2007 : Cœurs perdus (Lonely Hearts) de Todd Robinson : D. A. Hunt
- 2008 : W. : L'Improbable Président (W.) d'Oliver Stone : le général Tommy Franks
- 2008 : Mensonges d'état (Body of Lies) de Ridley Scott : Holiday
- 2010 : Inception de Christopher Nolan : l'agent de l'immigration
- 2012 : Miracle en Alaska (Big Miracle) de Ken Kwapis : Porter Beckford
- 2015 : Le Pont des espions (Bridge of Spies) de Steven Spielberg : Williams
- 2017 : Sur le chemin de la Rédemption (First Reformed) de Paul Schrader : Edward Balq
- 2020 : Spenser Confidential de Peter Berg : Boylan

### Télévision
- 1999 : Un agent très secret : le député maire
- 1999 : New York, unité spéciale : le critique du New York Ledger (saison 1, épisode 2)
- 2000 : Demain à la une : Walter (5 épisodes)
- 2000 : Oz : Zeke Bellinger
- 2001 : Ally McBeal : Mark Horace
- 2002 : John Doe : Gary Murchisson
- 2003 : Le Protecteur : Steve Bernardo
- 2003 : New York, unité spéciale : Malcolm Field (saison 4, épisode 11)
- 2003 : Les Experts : Rick Chilson
- 2004 : Malcolm : Mel (saison 5, épisode 12)
- 2004 : FBI : Portés disparus : George Stanley
- 2004 : JAG : le colonel Lewis Atwater
- 2005 : Prison Break : Quinn
- 2006 : Jericho : Gray Anderson
- 2007 : Damages : Roger Kastle
- 2007 : Urgences : Rick (saison 14, épisode 19)
- 2008 : Numb3rs : Gil Fisher
- 2009 : Fringe : Sanford Harris
- 2009 : FBI : Duo très spécial : Thompson
- 2009 : Three Rivers : Dr Breslin
- 2009 : Mad Men : Burt Petersen
- 2009 : Saving Grace : Charlie Hudson
- 2010 : 24 heures Chrono : le géneral David Brucker
- 2010 : Rubicon : Donald Bloom
- 2010 : Mentalist : Gale Bertram (saisons 3 à 6)
- 2010 : Terriers : Ben Zeitlin
- 2011 : Unforgettable : Mike Costello
- 2012 : Last Resort : Barton Sinclair
- 2013 : The Americans : agent Bartholomew
- 2014 : The Leftovers : Dean
- 2015 : NCIS : Los Angeles : Doug Emmerich
- 2015 : Blindspot : Thomas Carter (6 épisodes)
- 2015 : Le Maître du Haut Château (The Man in the High Castle) : Mark Sampson
- 2016 : Designated Survivor : le gouverneur John Royce
- 2016 : New York, unité spéciale : Donald Bazinski (saison 17, épisode 10)
- 2020 : Marvel : Les Agents du SHIELD : Gerald Sharpe
- 2020 : New York, unité spéciale : Gary Wald (saison 21, épisode 12)
- 2022 : Five Days at Memorial : Butch

## Voix francophones
En France, Patrick Borg, a été la voix régulière de Michael Gaston de 2005 à 2018. Cependant, ces dernières années, c'est Jean-François Aupied qui double l'acteur de manière régulière. Philippe Peythieu et Gilbert Lévy l'ont également doublé à quatre et trois reprises.
| - Patrick Borg, dans (les séries télévisées) : - Blind Justice - Prison Break - Jericho - Damages - Fringe - FBI : Duo très spécial - Terriers - Mentalist - Unforgettable - Mad Men (2e voix, saison 5) - Elementary - The Leftovers - Murder - The Good Wife - Blue Bloods - Blindspot - BrainDead - First Murder - Madam Secretary - Strange Angel (en) - Jean-François Aupied dans : - La Rançon - JAG (série télévisée - saison 10, épisode 5) - À la Maison-Blanche (série télévisée) - Treadstone (série télévisée) - New York, unité spéciale (série télévisée - saison 21, épisode 12) - The Good Lord Bird (mini-série) - Five Days at Memorial (mini-série) - Anatomie d'un divorce (mini-série) - Daredevil: Born Again (série télévisée) | - Philippe Peythieu dans : - Saving Grace (série télévisée) - Last Resort (série télévisée) - Le Pont des espions - New York, unité spéciale (série télévisée - saison 17, épisode 10) - Gilbert Lévy dans (les séries télévisées) : - Le Maître du Haut Château - Designated Survivor - Chicago Police Department - Pascal Germain dans : - Jack Ryan (série télévisée) - Au pays des habitudes - Togo - Paul Borne dans (les séries télévisées) : - Malcolm - Mad Men (1re voix, saison 3) et aussi - Christian Fisher Nodin dans Hackers - Jean-Pierre Michaël dans Mort subite - Guillaume Orsat dans JAG (série télévisée - saison 4, épisode 18) - Sylvain Lemarié dans Crimes et Pouvoir - Patrick Béthune dans Loin du paradis, - Pierre Laurent dans New York, unité spéciale (série télévisée - saison 4, épisode 11) - Jérôme Pauwels dans Les Experts, (série télévisée) - Bruno Magne dans Brotherhood (série télévisée) - Bernard Métraux dans Mensonges d'État - Lionel Tua dans Bones (série télévisée) - Charles Borg dans Sur le chemin de la rédemption - Nicolas Marié dans La Fabuleuse Madame Maisel (série télévisée) - Éric Peter dans Spenser Confidential - Féodor Atkine dans The Waterfront (série télévisée) |